# Jaleel White
Jaleel Ahmad White (Culver City, California, 27 de noviembre de 1976) es un actor de cine, televisión y voz, también productor y guionista estadounidense.
Como actor, su papel más conocido es el de Steve Urkel en la serie de televisión Family Matters entre 1989 a 1998. También es conocido por interpretar al personaje de Sonic the Hedgehog en diferentes series animadas.

## Infancia y carrera profesional
White nació en Culver City, California, hijo de Michael White, un dentista, y Gail, una directora. White comenzó a trabajar en anuncios publicitarios de televisión a la edad de tres años con un anuncio de Kellogg's, después de que su profesor de preescolar convenciera a sus padres, que se mostraban reacios, a que lo presentasen a casting.
Consiguió su primer papel de televisión como el hijo de Capirotazo Wilson y Gladys Knight en la serie de la cadena CBS, Charlie and Company.
Después apareció en otra serie de comedia de CBS, The Jeffersons. White también apareció en el episodio piloto de Good Morning, Miss Bliss en 1987, y tuvo un papel en la película para televisión Camp Cucamonga de 1990, en la que también aparecían Chad Allen (Mis Dos Papás), Candace Cameron (Full House), Danica McKellar y Josh Saviano (The Wonder Years), Breckin Meyer y Jennifer Aniston.
A la edad de 12 años, White empezó a interpretar su papel más famoso, Steve Urkel, en Family Matters (Cosas de casa). El papel fue inicialmente concebido como una aparición de una sola vez, pero el personaje resultó ser popular y a White le fue dado un papel protagonista a tiempo completo. También personificó a su alter ego Stefan Urkel y Myrtle Urkel. Además de protagonizar la serie, White también escribió varios episodios, incluyendo uno a los 19 años, que obtuvo la calificación más alta de la serie para ese año.
En 1992 se presentó en The Jaleel White Special, donde él interpretó una versión novelada de sí mismo haciendo una película, interpretando también a Steve Urkel. Cuando la serie terminó en 1998, White, que tenía entonces 22 años de edad, se había cansado del personaje.
Ha participado en varias sitcoms y ha hecho trabajos de doblaje para varios proyectos animados: En 1998 en la película Quest for Camelot. En 1999, proporcionó la voz de un adolescente Martin Luther King, Jr., en Nuestro amigo, Martin.
También es reconocido por ser la voz en inglés del famoso personaje de videojuegos, Sonic the Hedgehog, entre 1993 a 2008 en series como: Las aventuras de Sonic, Sonic: El héroe, y Sonic Underground en un especial de Navidad. White también dio la voz del hermano y la hermana de Sonic, Manic y Sonia.
En marzo de 2012, White comenzó a competir en la temporada 14 de Dancing with the stars, aunque fue eliminado del concurso de baile en mayo.

## Filmografía

### Cine
| Año  | Título                               | Papel                | Nota                                                        |
| ---- | ------------------------------------ | -------------------- | ----------------------------------------------------------- |
| 1998 | Quest for Camelot                    | Bladebeak            | Actor de doblaje                                            |
| 1999 | Our Friend, Martin                   | Martin a los 15 años | Lanzamiento directo a vídeo                                 |
| 2002 | Big Fat Liar                         | Himself              | No acreditado                                               |
| 2006 | Miracle Dogs Too                     | Leo                  | Lanzamiento directo a vídeo                                 |
| 2006 | Puff, Puff, Pass                     | Tenant #2            |                                                             |
| 2006 | Who Made the Potato Salad?           | Michael              |                                                             |
| 2006 | Dreamgirls                           | Talent Booker        | Cameo                                                       |
| 2008 | Kissing Cousins                      | Antwone              |                                                             |
| 2008 | Green Flash                          | Jason Bootie         | Lanzamiento directo a vídeo Título alternativo: Beach Kings |
| 2009 | Call of the Wild                     | Dr. Spencer          |                                                             |
| 2009 | Road to the Altar                    | Simon Fox            |                                                             |
| 2010 | Mega Shark Versus Crocosaurus        | Dr. McCormick        | Lanzamiento directo a video                                 |
| 2011 | Judy Moody and the Not Bummer Summer | Mr. Todd             |                                                             |
| 2012 | Rhymes with Banana                   | J                    |                                                             |
| 2013 | Sonic                                | Sonic the Hedgehog   | Actor de doblaje Película Fanática                          |
| 2014 | Dumbbells                            | The Leader           |                                                             |
| 2014 | Santa Con                            | Paul Greenberg       |                                                             |
| 2017 | Prueba de inocencia                  | Detective Hamer      | “Mommy I didn,t do it”                                      |
| 2018 | 15:17 Tren a París                   | Garret Walden        |                                                             |

### Televisión
| Año       | Título                           | Papel                                                        | Notas                                             |
| --------- | -------------------------------- | ------------------------------------------------------------ | ------------------------------------------------- |
| 1984      | The Jeffersons                   | Van Van Morris                                               | Episodio: "Ebony and Ivory"                       |
| 1984      | Silence of the Heart             | Hanry                                                        | Película de TV No acreditado                      |
| 1985      | Kids Don't Tell                  | Christofer                                                   | Película de TV                                    |
| 1985      | Charlie & Co.                    | Robert Richmond                                              | 18 Episodios                                      |
| 1986      | The Disney Sunday Movie          | Jake                                                         | Episodio: "The Leftovers"                         |
| 1987      | Mr. Belvedere                    | Ernie Masters                                                | Episodio: "Jobless"                               |
| 1987      | Good Morning, Miss Bliss         | Bobby Wilson                                                 | Episodio: Pilot                                   |
| 1987      | Jay Leno's Comedy Hour           | Kid Eating Cake #5                                           | Especial de Televisión                            |
| 1988      | Cadets                           | Cadet Nicholls                                               | Capítulo piloto                                   |
| 1989–1998 | Family Matters                   | Steve Urkel Stefan Urkel Varios miembros de la familia Urkel | 204 Episodios                                     |
| 1990      | Camp Cucamonga                   | Dennis Brooks                                                | Telefilme                                         |
| 1991      | Full House                       | Steve Urkel                                                  | Episodio: "Stephanie Gets Framed"                 |
| 1991      | Step by Step                     | Steve Urkel                                                  | Episodio: "The Dance"                             |
| 1992      | The Jaleel White Special         | El mismo / Steve Urkel                                       | Especial de Televisión                            |
| 1993      | Adventures of Sonic the Hedgehog | Sonic the Hedgehog (Voz)                                     | 65 Episodios                                      |
| 1993–1994 | Sonic the Hedgehog               | Sonic the Hedgehog (Voz)                                     | 26 Episodios                                      |
| 1995      | The Fresh Prince of Bel-Air      | Derek                                                        | Episodio: "Not with My Cousin You Don't"          |
| 1996      | Sonic Christmas Blast!           | Sonic the Hedgehog (Voz)                                     | Especial de Televisión                            |
| 1997      | Step by Step                     | Crew Member/Steve Urkel                                      | Episodio: "A Star is Born" No acreditado          |
| 1997      | Meego                            | Steve Urkel                                                  | 2 Episodios                                       |
| 1999-2000 | Grown Ups                        | J. Calvin Frazier                                            | 22 Episodios                                      |
| 1999-2000 | Sonic Underground                | Sonic, Manic & Sonia the Triplet Hedgehogs (Voces)           | 40 Episodios                                      |
| 2003      | 111 Gramercy Park                | BJ Brown                                                     | Capítulo piloto                                   |
| 2005      | Half & Half                      | Hershel                                                      | Episodio: "The Big State of the Reunion Episodio" |
| 2007      | The Game                         | Chris                                                        | Episodio: "The Big Chill"                         |
| 2007      | Boston Legal                     | Kevin Givens                                                 | Episodio: "Guise 'n Dolls"                        |
| 2009-2012 | Psych                            | Tony                                                         | 2 Episodios                                       |
| 2010      | Fake It Till You Make It         | Reggie Culkin                                                | 8 Episodios Productor ejecutivo                   |
| 2011      | The Problem Solverz              | K-999 (Voz)                                                  | 2 Episodios                                       |
| 2011      | Are We There Yet?                | Ray Savage                                                   | Episodio: "The Nick Gets Jealous Episodio"        |
| 2011      | House                            | Portland                                                     | Episodio: "Twenty Vicodin"                        |
| 2011      | Love That Girl!                  | Director                                                     | Episodio: "Director's Cut"                        |
| 2012      | NCIS                             | Martin                                                       | Episodio: "A Desperate Man"                       |
| 2012      | SuperF*ckers                     | Percy / Omnizod (Voz)                                        | Serie Web                                         |
| 2012-2013 | Total Blackout                   | Presentador                                                  | 24 Episodios                                      |
| 2013      | Regular Show                     | Cool Shade / Darryl (Voz)                                    | Episodio: "TGI Tuesday"                           |
| 2014      | CSI: Crime Scene Investigation   | Kenny / Passenger                                            | Episodio: "Keep Calm & Carry On"                  |
| 2014      | Drunk History                    | Grandmaster Caz                                              | Episodio "American Music"                         |
| 2015      | Hawaii Five-0                    | Nolan Fremont                                                | Episodio: "Ho'amoano"                             |
| 2015      | Castle                           | Mickey Franks                                                | Episodio: "Dead in New York"                      |
| 2019      | Scooby-Doo and Guess Who?        | Steve Urkel, Urkel-Bot                                       | Episodio: "When Urkel-Bots Go Bad!"               |
| 2020      | The Big Show Show                | Terence "Terry" Malick III                                   | 8 Episodios                                       |
| 2023      | Star Wars: Skeleton Crew         |                                                              | [ 7 ]                                             |